# Barbato di Sutri
Barbato (fl. VII secolo) è stato vescovo di Sutri, storicamente documentato nel 649.

## Biografia
Non si hanno notizie sulla vita e l'operato del vescovo Barbato. È noto solo per la sua partecipazione al concilio lateranense celebrato nel mese di ottobre 649 nella basilica di San Giovanni.
Il concilio, causato dal conflitto che opponeva Costante II alla Chiesa di Roma in merito all'eresia monotelita, si svolse in cinque sessioni, dette secretarii, e produsse 20 canoni di condanna dell'eresia monotelita, dei suoi autori, e degli scritti che questa aveva promulgato.
Nelle liste delle presenze conciliari, il nome di Barbatus episcopus sanctae Sutrinae ecclesiae è sempre indicato in 20ª posizione, tra Marciano Bevagna e Calunnioso di Alesa. Inoltre compare in due occasioni nella lista delle sottoscrizioni conciliari.